# Anomis
Anomis är ett släkte av fjärilar. Anomis ingår i familjen nattflyn.

## Bildgalleri

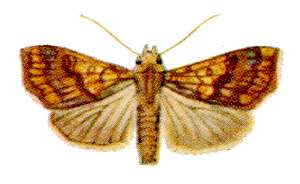

## Dottertaxa tillAnomis, i alfabetisk ordning[1]
- Anomis africana
- Anomis albipuncta
- Anomis albipunctillum
- Anomis albipunctula
- Anomis albitacta
- Anomis albitarsata
- Anomis albitibia
- Anomis albostigma
- Anomis alluaudi
- Anomis amboinensis
- Anomis angulata
- Anomis apta
- Anomis argentipuncta
- Anomis argillacea
- Anomis aricina
- Anomis aroa
- Anomis auragoides
- Anomis aurantiaca
- Anomis badia
- Anomis barata
- Anomis basalis
- Anomis benitensis
- Anomis bicolor
- Anomis bicolorata
- Anomis bidentata
- Anomis bipuncta
- Anomis bipunctata
- Anomis brima
- Anomis busana
- Anomis calamodes
- Anomis campanalis
- Anomis capensis
- Anomis cataggelus
- Anomis catarhodois
- Anomis chionosticta
- Anomis colligata
- Anomis combinans
- Anomis commoda
- Anomis conducta
- Anomis cosmioides
- Anomis costifuscata
- Anomis crassicornis
- Anomis cupienda
- Anomis cuprina
- Anomis curvifera
- Anomis dealbata
- Anomis definata
- Anomis derogata
- Anomis designans
- Anomis directilinea
- Anomis discursa
- Anomis doctorium
- Anomis dona
- Anomis edentata
- Anomis editrix
- Anomis ekeikei
- Anomis elegans
- Anomis endochlora
- Anomis erosa
- Anomis erosoides
- Anomis esocampta
- Anomis eucystica
- Anomis eueres
- Anomis exacta
- Anomis exaggerata
- Anomis extima
- Anomis fatme
- Anomis figlina
- Anomis fimbriago
- Anomis flammea
- Anomis flava
- Anomis fornax
- Anomis fractifera
- Anomis fuliginosus
- Anomis fulminans
- Anomis fulvida
- Anomis fuscostigma
- Anomis gentilis
- Anomis gossypii
- Anomis grandipuncta
- Anomis grisea
- Anomis griseolineata
- Anomis gundlachi
- Anomis guttanivis
- Anomis gymnopus
- Anomis hawaiiensis
- Anomis hedys
- Anomis hemiscopis
- Anomis holortha
- Anomis hostia
- Anomis ignobilis
- Anomis illita
- Anomis illitoides
- Anomis impasta
- Anomis indica
- Anomis inducens
- Anomis innocua
- Anomis involuta
- Anomis iobapta
- Anomis irene
- Anomis kebeensis
- Anomis lavaudeni
- Anomis leona
- Anomis leptocypha
- Anomis leucolopha
- Anomis leucosema
- Anomis lineosa
- Anomis lophognatha
- Anomis luperca
- Anomis luridula
- Anomis lyona
- Anomis madida
- Anomis mafalui
- Anomis mandraka
- Anomis marginata
- Anomis maxima
- Anomis melanosema
- Anomis mesogona
- Anomis metaxantha
- Anomis microdonta
- Anomis microphrica
- Anomis milva
- Anomis modesta
- Anomis nagaloa
- Anomis nigritarsis
- Anomis noctivolans
- Anomis obusta
- Anomis ochreifusa
- Anomis oedema
- Anomis olivacea
- Anomis orthopasa
- Anomis patagiata
- Anomis phanerosema
- Anomis picta
- Anomis piriformis
- Anomis planalis
- Anomis poliopasta
- Anomis polymorpha
- Anomis praerupta
- Anomis prapata
- Anomis prima
- Anomis privata
- Anomis professorum
- Anomis properans
- Anomis propinqua
- Anomis psamathodes
- Anomis punctifera
- Anomis punctulata
- Anomis purpurea
- Anomis purpureobrunnescens
- Anomis pyrocausta
- Anomis pyrotherma
- Anomis regalissima
- Anomis reversa
- Anomis revocans
- Anomis rubida
- Anomis rufescens
- Anomis ruficlathrata
- Anomis sabulifera
- Anomis samoana
- Anomis satellifera
- Anomis schistosema
- Anomis scitipennis
- Anomis semipallida
- Anomis serrata
- Anomis simulatrix
- Anomis sinensis
- Anomis sophistes
- Anomis stigmatizans
- Anomis stigmocraspis
- Anomis subfulvida
- Anomis subfuscata
- Anomis sublineata
- Anomis subpurpurea
- Anomis subrosealis
- Anomis subtusnigra
- Anomis sugama
- Anomis sumatrana
- Anomis tamsi
- Anomis texana
- Anomis thermodes
- Anomis tingescens
- Anomis tortuosa
- Anomis trichomosia
- Anomis trilineata
- Anomis umbrata
- Anomis variolosa
- Anomis vitiensis
- Anomis vulpicolor
- Anomis vulpina
- Anomis xanthindyma
- Anomis xanthochroa
- Anomis xanthomicta
- Anomis xylina